# Гёбель, Карл фон
Рыцарь Карл Иммануэль Эберхард фон Гёбель (нем. Karl Immanuel Eberhard Ritter von Goebel; 8 марта 1855, Биллигхайм — 9 октября 1932, Мюнхен) — немецкий ботаник. Имел рыцарское звание.

## Биография
Карл Иммануэль Эбергард фон Гёбель родился 8 марта 1855 года в Биллигхайме. Изучал богословие и философию в Тюбингенском университете; там же слушал лекции по зоологии профессора Гофмейстера.
Много сделал для изучения морфологии высших растений. Главными его трудами являются Organographie der Pflanzen (1898) и Vergleichende Entwickelungsgeschichte der Pflanzenorgane (1883).
C 1892 года действительный, а с 1908 почётный член Московского общества испытателей природы.
Иностранный член-корреспондент Российской академии наук c 06.12.1924 по разряду биологических наук (ботаника). Иностранный член Лондонского королевского общества (1926), Национальной академии наук США (1932).
Карл Иммануэль Эбергард фон Гёбель умер 9 октября 1932 года в городе Мюнхене.